# Полдек Пфеферберг
Леополд Полдек Пфеферберг (пољ. Poldek Pfefferberg; Краков, 20. март 1913 – 9. март, 2001), познат и као Леополд Пејџ, је пољско-амерички професор који је преживео холокауст. Један је од око 1200 Јевреја, познатих као Шиндлерјуден или Шиндлеровци, које је спасао Оскар Шиндлер из окупираног Кракова. Своје искуство из Другог светског рата, Поледек је испричао аустралијском писцу Томасу Кенилију који је на основу ње написао књигу Шиндлеров ковчег. По овој књизи је амерички режисер Стивен Спилберг снимио вишеструко награђивани филм Шиндлерова листа.

## Детињство и младост
Леополд Пфеферберг је рођен у јеврејској породици у Кракову 1913. године који се тада налазио у саставу Аустро-Угарске. Магистрирао је филозофију и физичко васпитање на Јегелонском универзитету. До почетка Другог светског рата, Леополд је радио као професор у средњој школи у Кракову и наставник физичког у гимназији Косциусзко у Подгорезу.

## Други светски рат
Након што су Немци напали Пољску 1939. године, Пфеферберг се придружио Пољској војсци као официр и учествовао у одбрани Пољске од инвазије. Касније је аустралијском романописцу Томасу Кенилију испричао како је рањен на реци Сан, где му је живот спасио мајор, који га је однео у пољску болницу. Након што је Пољска поражена и подељена између нацистичке Немачке и Совјетског Савеза, Пфеферберг је требало да одлучи да ли би било сигурније путовати на исток према Совјетима или на запад према Немцима. Касније се присетио овог избора:
| „ | Ми официри смо морали да одлучимо да ли да идемо на исток или запад. Одлучио сам да не идем на исток, иако сам био Јеврејин. Да сам отишао, био бих упуцан са свим осталим јадним синовима у Катињској шуми. | ” |

Након што се вратио натраг у Краков, био је затворен заједно са остатком Јевреја из тог подручја, у Краковском гету. Пфеферберг је искористио немачке пропуснице да посети мајку и војнике у војној болници. У Кракову је упознао Оскара Шиндлера, судетско-немачки бизнисмен који је преузео одузету јеврејску фабрику емајлираног посуђа. Шиндлер је запослио Пфефербергову мајку, дизајнерку ентеријера, да украси његов нови стан. Касније је наставио сарадњу са Шиндлером и помагао му је тргује на краковском ратном црном тржишту.
Године 1941. оженио се Лудмилом „Милом“ Левисон, са којом је касније добио двоје деце.  Мила је, као и њен супруг, преживела концентрациони логор Краков – Плашов и тако постала Шиндлерјуден.
Кроз ову сарадњу са Шиндлером, Пфеферберг је добио запослење у Шиндлеровој фабрици у близини концентрационог логора Краков-Плашов изван Кракова. То му је омогућило да преживи истребљење 3 милиона пољских Јевреја у којем су убијени његови родитељи, сестра, зет и многи други рођаци. Пфеферберг је описао Шиндлера као "модерног Ноа", који је успео да спаси известан број краковских Јевреја од депортације у оближњи логор за истребљење у Аушвицу. Они које је спасио постали су познати као Шиндлерјуден или „Шиндлерови Јевреји“.
Он и његова супруга пресељени су са осталим Јеврејима у логор у Брунлитзу захваљујући чувеном „Шиндлеровом списку“. За то време стекао је умеће заваривача. Јевреје у Брунлитзу ослободила је Црвена армија 9. маја 1945. године.

## Након рата
Након рата, брачни пар се првобитно настанио у Будимпешти, затим у Минхену, где су отворили школу за децу избеглице. Године  1948, емигрирали су у Сједињене Америчке Државе, где Полдек узима презиме Пејџ иако се у каснијим годинама вратио првобитном презимену. Он и његова супруга настанили су се у Лос Анђелес 1950. године где су покренули сопствени бизнис на Беверли Хилсу. Полдек је у више наврата покушао да заинтересује сценаристе и филмске ствараоце за причу о Оскару Шиндлеру и његовом спашавању пољских Јевреја од Нациста. Успео је да договори неколико интервјуа Оскара за америчке телевизијске куће. Шиндлерова смрт 1974. године окончала је било какву могућност да се спроведе Полдекова жеља и сним филм у којем ће Оскар испричати своје доживљаје из Другог светског рата.
Године 1980. писац Томас Кенили је сасвим случајно ушао у Полдекову продавницу како би се распитао о цени производа. Када је Полдек сазнао да је његов купац заправо романописац, показао му је огромне досијее о Шиндлеру. Томас је био заинтересован за његову причу и заједно су посетили Краково и остала места повезана са Шиндлеровим подухватом. На основу Полдекових сећања и документације, Томас је 1982. године објавио књигу Шиндлеров ковчег. Полдек је објаснио зашто је годинама улагао напоре да се објави књига о Оскару Шиндлеру.
| „ | Шиндлер ми је дао живот, а ја сам покушао да му пружим бесмртност | ” |